# 大和町 (岐阜県)
大和町（やまとちょう）は、岐阜県の郡上郡にあった町である。2004年3月1日に郡上郡の7町村で合併して郡上市となった。

## 地理
福井県との県境に位置する。町を南北に長良川、東海北陸自動車道、国道156号が通っている。
- 河川：長良川、内ヶ谷川

### 隣接していた自治体
- 郡上郡 白鳥町、明宝村、八幡町
- 武儀郡 板取村
- 福井県 大野郡 和泉村

## 歴史
- 1955年（昭和30年）3月28日：西川村・弥富村・山田村が合併して大和村となる。この大和という地名は住民への募集によって決まったもので、町（当時は村）が大きく和して発展することを願って付けられた。
- 1956年（昭和31年）10月5日：大間見の一部稗洞地区が白鳥町に編入（同時に日枝洞と改称）。
- 1960年（昭和35年）3月：大間見地区の一部が白鳥町に編入。
- 1985年（昭和60年）11月1日 町制施行により大和町となる。
- 2004年（平成16年）3月1日 八幡町、白鳥町、高鷲村、美並村、明宝村、和良村と合併し郡上市が発足。同日大和町廃止。

## 姉妹都市
- 岐南町（岐阜県）

## 教育
- 大和町立大和中学校
- 大和町立西小学校
- 大和町立南小学校
- 大和町立北小学校
- 大和町立第一北小学校

小学校は郡上市発足直前の2004年2月に、大和西小学校、大和南小学校、大和北小学校、大和第一北小学校に改称している。

### 2004年以前に廃校となった小中学校
- 大和村立西中学校（1968年廃校）
- 大和村立南中学校（1968年廃校）
- 大和村立北中学校（1968年廃校）
- 大和村立北中学校北分教場（1966年廃校）
- 大和村立大和中学校内ヶ谷分校（1970年廃校）
- 大和村立大和中学校下栗巣分校（1970年廃校）
- 大和村立大和中学校上栗巣分校（1970年廃校）
- 大和村立北小学校名皿部分校（1967年廃校）
- 大和町立北小学校東弥分校（1989年廃校）
- 大和町立北小学校大間見分校（1992年廃校）
- 大和村立西小学校内ヶ谷第一分校（1971年廃校）
- 大和村立西小学校内ヶ谷第二分校（1971年廃校）
- 大和村立西小学校落部分校（1974年廃校）
- 大和村立南小学校神路分校（1974年廃校）
- 大和村立東小学校古道分校（1968年から冬季分校。1976年廃校。）
- 大和村立東小学校上栗巣分校（1981年廃校）
- 大和町立東小学校（2001年廃校）

## 交通

### 鉄道路線
- 長良川鉄道
  - 越美南線：山田駅 - 徳永駅 - 郡上大和駅 - 万場駅 - 上万場駅

### 路線バス
- 岐阜バス
  - 高速八幡線：岐阜 - 白鳥系統
  - 荘川八幡線 （2010年9月廃止）
  - 八幡白鳥線 (2012年9月廃止・廃止後は白鳥交通が運行)
- やまとふれあいバス

### 道路
高速道路
- 東海北陸自動車道
  - ぎふ大和インターチェンジ - ぎふ大和パーキングエリア

一般国道
- 国道156号

主要地方道
- 岐阜県道52号白鳥板取線
- 岐阜県道61号大和美並線

一般県道
- 岐阜県道317号剣大間見白鳥線
- 岐阜県道318号寒水徳永線

## 名所・旧跡・観光スポット・祭事・催事

### 名所・旧跡
- 古今伝授の里フィールドミュージアム
- 道の駅古今伝授の里やまと
- 島津忠夫文庫
- 母袋スキー場
- 東氏館跡庭園
- 薪能くるす桜
- 篠脇城跡
- 金剣神社
- 七代天神社
- 白山神社（大間見）
- 口神路(くちかんじ)白山神社- 白山を開いた泰澄大師の建立と言われる[1]。旧神路村。六本檜と呼ばれる県天然記念物の古木がある[2]。

## 関連項目

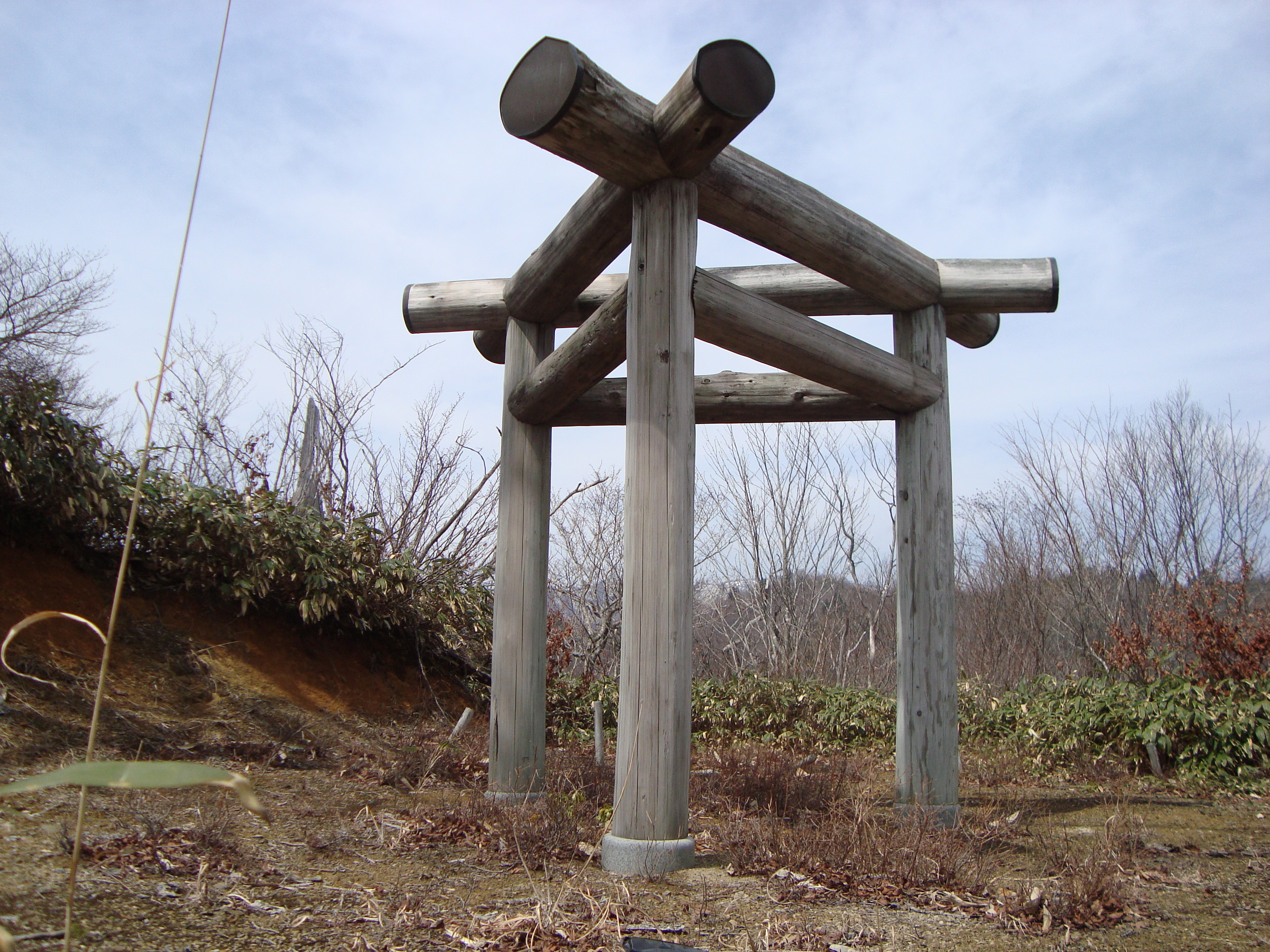
岐阜県大和町の三柱鳥居

### 祭事・催事
- 七日祭
- 島神明神社甘酒祭
- 口神路白山神社祭礼（10月15日）
- 徳永多賀神社祭礼
- 大間見白山神社祭礼